# Der kleine Vagabund
Der kleine Vagabund (englisch The Littlest Hobo) ist eine kanadische Fernsehserie mit insgesamt 61 Episoden, die von 1963 bis 1965 produziert wurde. Das Reboot wurde in den Jahren 1979 bis 1985 mit 114 Episoden ausgestrahlt. Die Wiederholungen der Serie werden bis heute international in einigen der über 80 Ländern, in denen sie lief, gezeigt.

## Inhalt
Die Serie handelt von einem namenlosen deutschen Schäferhund, der auf typische Hobo-Art alleine durch das Land streunt, dabei unterschiedliche Menschen kennenlernt, neue Freundschaften schließt, sowie zahlreiche Abenteuer erlebt. Vielen Menschen und gelegentlich auch Tieren, die er dabei trifft, widerfährt gerade Unrecht. Der Vagabund unterstützt kompromisslos die Schwachen und beschützt sie uneigennützig. Seine Geschicklichkeit und sein Scharfsinn sind ihm hierbei hilfreich. Im Anschluss würden die neu gewonnenen Freunde ihn meist gerne bei sich behalten, doch er liebt seine Freiheit und begibt sich stets wieder auf Reisen, um weitere Freundschaften zu schließen, sowie Menschen und Tieren in Schwierigkeiten zu helfen.
Der richtige Name, die Herkunft und Motivation, oder das endgültige Ziel, des umherreisenden Hundes, werden in der Serie nie wirklich erklärt. Viele der neuen Freunde schließen aus dem Umstand, dass er kein Halsband trägt, er müsse herrenlos sein und geben ihm daher einen eigenen Namen, wie beispielsweise Smoke, Einstein, Scout, Mr. Magic, Lucky, Shadow, Buddy, Slapshot, Roamer, Crusoe, Ulysses, Hercules, Sinbad und Gulliver. In der Regel hat der jeweilige Name einen Bezug zur Geschichte, die sich in der jeweiligen Folge abspielt. Die Episoden stellen, bis auf einige Doppelfolgen, immer eine abgeschlossene Handlung dar. Bei der Neuauflage der Serie wurden drei alte Folgen („Double Trouble“, „Little Girl Lost“, und „Silent Witness“) neu verfilmt.
Die Serie Boomer, der Streuner (USA 1980–1982), die erst einige Jahre später verfilmt wurde, hatte Parallelen zu Der kleine Vagabund. Auch hier ist ein streunender Hund am Werk und es gibt keine durchgehenden menschlichen Hauptdarsteller. Diese übernahmen stets nur Gastrollen. In anderen Serien mit teilweise vergleichbaren Handlungsmustern, wie Run, Joe, Run (USA 1974–1975), Lassie (USA 1954–1973) oder Rin Tin Tin (USA 1954–1959) gab es hingegen auch menschliche Hauptrollen.

## Produktion

### The Littlest Hobo (1958)
Vorläufer der beiden kanadischen Fernsehserien war ein US-amerikanischer Spielfilm, aus dem Jahre 1958, welcher von H and R Productions und Allied Artists Pictures produziert wurde. In dem Familienfilm hilft ein streunender Schäferhund einem Lamm, aus dem Schlachthaus zu entkommen. Das Lämmchen hieß mit richtigem Namen Fleecie, die Rolle des Hundes gab London. Dieser spielte auch in dem Film My Dog, Buddy (1960), sowie in der Serie von 1963–1965 mit. In der späteren Fernsehserie wurde im Vor- und Abspann ebenfalls London als Hauptdarsteller genannt, obwohl die Hunde anders hießen. Allerdings waren alle Schäferhunde, welche in der Serie mitwirkten, direkte Nachkommen des Rüden.
Gedreht wurde in den Kling Studios, in Los Angeles, sowie in der Innenstadt der Filmmetropole, als auch in Toledo.

### Der kleine Vagabund (1963–1965)
Bei der Entstehung der Originalserie waren Nefertiti Productions für Storer Programs, sowie Canadian Film and Television Producer's Association, für Canamac Pictures, beteiligt. Stuart E. McGowan (7 Episoden, 1963–1964), Jack Shea (2 Episoden, 1963), George Blair (1 Episode, 1963), Oliver Drake (1 Episode, 1963), Dorrell McGowan (1 Episode, 1963), Dick Darley (1 Episode, 1964) und Leslie Goodwins (1 Episode, 1964) führten Regie. Die ersten drei Folgen wurden in Ontario gedreht, in Farbe ausgestrahlt, bevor das Team nach Vancouver zog und fortan in Schwarzweiß ausgestrahlt wurde.
Gefilmt wurde in Vancouver (Hollyburn Film Studios), bei den Burleigh Falls und in Toronto (Toronto International Studios).

### Der Vagabund – Die Abenteuer eines Schäferhundes (1979–1985)
Die Neuauflage der Fernsehserie wurde von Glen Warren Productions und Canadian Television (CTV) angefertigt. Allan Eastman (42 Episoden, 1979–1985), Mario Azzopardi (20 Episoden, 1981–1984), Joseph L. Scanlan (15 Episoden, 1980–1982), Alan Simmonds (11 Episoden, 1982–1985), Jan Darnley-Smith (7 Episoden, 1979–1980), Jack Nixon-Browne (4 Episoden, 1983–1985), Stan Olsen (3 Episoden, 1979–1980), Al Waxman (3 Episoden, 1984), Richard Gilbert (2 Episoden, 1979), Peter Pearson (2 Episoden, 1980–1981), Ken Girotti (2 Episoden, 1984), Anthony Perris (1 Episode, 1979), George McCowan (1 Episode, 1980), Alan Erlich (1 Episode, 1984), und Eleanore Lindo (1 Episode, 1985) haben Regie geführt.
Die Drehorte lagen überwiegend in Ontario. So wurde unter anderem in Hawkesbury, Vaughan (Canada’s Wonderland, Maple [suburban community]), Markham, Pickering, Toronto, Uxbridge, Mono Centre, Port Perry, Richmond Hill, Stouffville und Trenton gefilmt. In Vancouver, in der Provinz British Columbia, wurde ebenfalls gedreht. In der Neuauflage traten zahlreiche berühmte Kanadier und Schauspieler aus Hollywood auf, unter anderem Leslie Nielsen, Mike Myers, Al Waxman, Gordon Thomson, Carol Lynley, John Ireland, Megan Follows, Rex Hagon, Alan Hale Jr. und Jack Gilford.

## Veröffentlichung
Die ARD stahle, zur damaligen Zeit nicht ungewöhnlich (wie beispielsweise auch bei Gilligans Insel), lediglich einige ausgewählte Episoden, auf den Regionalprogrammen Hessen, West und Nord, aus. Von den insgesamt 61 Folgen der Originalserie aus den 1960er Jahren wurden 25 synchronisiert und 1967 gesendet. Das Titellied Road without End, von Randy Sparks gesungen, wurde durch ein deutsches ausgetauscht.
Das ZDF synchronisierte 13 der 114 Episoden der Neuauflage im Jahre 1984 für das ZDF Ferienprogramm. 1987 wurden diese im Nachmittagsprogramm wiederholt. 1988 strahlte Sat.1 die Folgen erneut aus. 1990 und 1991 wurden alle Episoden zwei Mal auf ProSieben gezeigt. Die österreichischen Zuschauer konnten die Neuauflage der Serie, in den Jahren 1984 und 1986, auf ORF 1 verfolgen. Die synchronisierten Folgen stammen alle aus den ersten beiden Staffeln und wurden nicht in der richtigen Reihenfolge ausgestrahlt. Da die Geschichten jeweils in sich abgeschlossene Handlungen darstellen, fiel dies jedoch nicht auf.
| #  | Deutscher Titel               | Originaltitel                             | orig. # |
| -- | ----------------------------- | ----------------------------------------- | ------- |
| 1  | Der Frisbee-Wettbewerb        | Boy On Wheels                             | 1x10    |
| 2  | Wo ist Eileen?                | Little Girl Lost                          | 1x09    |
| 3  | Rettung in höchster Not       | Double Trouble                            | 1x05    |
| 4  | Willy und Kate, Teil 1        | Willie And Kate                           | 1x23    |
| 5  | Willy und Kate, Teil 2        | The Further Adventures Of Willie And Kate | 1x24    |
| 6  | Hokus Pokus                   | Diamonds Are A Dog’s Best Friend          | 1x18    |
| 7  | Wunderheilung                 | The Pied Piper                            | 1x22    |
| 8  | Das Schinkenbrot              | The Trail Of No Return                    | 2x18    |
| 9  | Der verschwundene Diamantring | Duddleman And The Diamond Ring            | 2x02    |
| 10 | Der Ballonfahrer              | The Balloonist                            | 2x01    |
| 11 | Der Tierdieb                  | Mystery At The Zoo                        | 2x07    |
| 12 | Sportsfreunde                 | East Side Angels                          | 2x16    |
| 13 | Der Ausreißer                 | Runaway                                   | 2x15    |

| Italien                                        | L'amico Gipsy Orig. Serie ab 3. Aug. 1964 |
| Frankreich                                     | Le vagabond Neuauflage ab 21. Dez. 1981   |
| Vereinigtes Konigreich                         | Neuauflage ab 1. Dez. 1984                |
| Japan                                          | 名犬ロンドン物語                          |
| Sowjetunion                                    | Маленький бродяга                         |
| Spanien                                        | Hobo                                      |
| Peru                                           | El perro vagabundo                        |
| Jugoslawien Sozialistische Föderative Republik | Pas lutalica                              |
| Mexiko                                         | El pequeño vagabundo                      |

VCI Entertainment hat 12 Folgen aus der Originalserie auf DVD veröffentlicht. Die Veröffentlichung enthält die Farbversionen der ersten drei Folgen, mit Ausnahme der Eröffnungs- und Schlusssequenzen, die nur in Schwarzweiß erhalten geblieben sind. Die letzten 9 Folgen wurden in Schwarzweiß veröffentlicht. Mediumrare Entertainment hat bislang nur die ersten beiden Staffeln der Neuauflage auf DVD veröffentlicht.

## Titelmusik
Die Titelmelodie Maybe Tomorrow zur Neuauflage der Serie wurde von Terry Bush komponiert und eingesungen, sowie auf dem gleichnamigen Album veröffentlicht. Den in den kanadischen Medien oft zitierten Text des beliebten Songs schrieb John Crossen. Das Werk wurde später gelegentlich wiederverwertet, oder gesampelt, wie exemplarisch in einer Werbung für Dulux-Farben im Jahr 2011, oder darüber hinaus 2017 in einer weiteren Werbung für Co-Op Stores in Kanada. Das Lied wurde sehr populär und auch einige Male gecovert, wie zum Beispiel von der britischen Popgruppe Scooch.
Im Songtext werden die Reisen des Hundes beschwingt thematisiert. Der Sänger singt darüber, wie der Vagabund neue Menschen kennenlernt und beschreibt die Handlung der Fernsehserie; dabei konzentriert sich der Text vorwiegend auf das Ende der Episoden, bei denen der Hund immer fortzieht, um weitere Menschen zu retten und noch nicht bereit ist, sesshaft zu werden. Die Titelmusik wurde in mehreren Werbespots aufgegriffen.

## Die Hunde
Der Hundetrainer und -züchter Charles Paul „Chuck“ Eisenmann, ein ehemaliger Baseballspieler, der auch selbst in einigen Folgen der Serie einen Cameoauftritt hatte, verwendete mehrere Hunde für die Rolle des „London“, da er die Hunde ganz nach ihrem Aussehen ausgewählt hatte. Er bestimmte, welche Hunde für welche Szenen eingesetzt werden sollten, indem er ihre individuellen Fähigkeiten nutzte, wie beispielsweise, wenn ein Hund gut Gegenstände apportieren konnte, oder berücksichtigte ob ein anderer klein genug war, um sicher durch ein Autofenster zu springen und sich durch die Sitze zu manövrieren. Die Rüden hießen London, Toro, Thorn, Lance, Bo und Litlon, sowie zwei Hündinnen, Venus und Roura. Der erste Hund hieß London, da Eisenmann seinen Wehrdienst in der britischen Hauptstadt abgeleistet hatte. Dieser war, neben den bereits obig erwähnten Werken, zuvor schon in kleineren Rollen, zu sehen gewesen. Auch das LIFE magazin hatte in einer dreiseitigen Reportage über den Rüden berichtet. Bo spielte 1977 in der Komödie Der millionenschwere Landstreicher (The Billion Dollar Hobo) mit. Dort wurde er, wie alle anderen Hunde, als London aufgeführt.

“A dog thinks just as a human does, and if you treat him as a stupid animal eventually he will act that way. That's why I act positive around my dogs and treat them as friends.”

„Ein Hund denkt genauso wie ein Mensch und wenn Sie ihn als dummes Tier behandeln, wird er sich irgendwann so verhalten. Deshalb gehe ich positiv mit meinen Hunden um und behandle sie als Freunde.“

Während der Dreharbeiten waren immer fünf Hunde zugegen. Eisenmanns Trainingsmethode basierte auf der Vermittlung von Fertigkeiten über sprachliche Kommandos. Seiner Aussage zufolge konnte er einen Hund etwa auf dem Verständnisniveau eines achtjährigen Kindes ausbilden. So unterrichtete er die Tiere, indem er grundsätzlich mit ihnen sprach. Sie beherrschten einen Wortschatz von 1500, bis 5000 Wörtern in 3 Sprachen (Englisch, Französisch und Deutsch). Über seine Trainingsmethodik und seine grundsätzliche Arbeit mit Hunden, veröffentlichte Chuck Eisenmann mehrere Bücher.
Das Erscheinungsbild der Hunde war sehr markant. Zum einen hatten alle eine für Schäferhunde ungewöhnliche Fellfarbe und eine „reverse mask“ („umgekehrte Maske“), eine spezielle Fellzeichnung, die sie wie Huskys, bzw., Husky-Mischungen aussehen ließen, was sie nicht waren. Eisenmanns Hunde waren vollblütige, registrierte Deutsche Schäferhunde mit Stammbaum und waren der Vorläufer des Shiloh Shepherd.

## Popkultur
Der kleine Vagabund genießt in Kanada Kultstatus und wird als nationales Original angesehen.
Aufgrund der hohen Beliebtheit, wurde Der kleine Vagabund in zahlreichen Fernsehshows und -serien parodiert, oder erwähnt. Eine Folge der CTV-Sitcom Corner Gas aus dem Jahr 2005 mit dem Titel The Littlest Yarbo würdigt die Serie, indem ein Charakter (Hank Yarbo) davon überzeugt ist, dass ein streunender Hund, der die Stadt besucht, Hobo ist. Die Episode endet mit einer Wiederholung von Terry Bushs Titellied „Maybe Tomorrow“ im Abspann.
Das ausgesprochen beliebte Titellied und das Konzept der Serie wurden auch in vielen Werbespots, wie etwa für Federated Co-operatives Limited, Natwest Bank, Greggs Bakery, Dulux und vielen anderen gezeigt. In den Werbespots geht es um einen reisenden Hund mit einer Beziehung zur beworbenen Marke.